# Nachal Janoach
Nachal Janoach (hebrejsky: נחל ינוח) je vádí v Horní Galileji, v severním Izraeli.
Začíná v nadmořské výšce téměř 600 metrů, na jižním úpatí vrchu Har Janoach poblíž města Januch-Džat, respektive jeho části Januch. Ta navazuje na biblické sídlo Janóach (יאנוח), jež zmiňuje 2. kniha královská 15,29. Biblické jméno pak dalo název tomuto vodnímu toku. Směřuje pak rychle se zahlubujícím a zčásti zalesněným údolím k západu, přičemž míjí i druhou část města - bývalou samostatnou obec Džat. Zprava přijímá vádí Nachal Šeli a jižně od vesnice Klil ústí zprava do vádí Nachal Bejt ha-Emek.